# Houwerzijl
Houwerzijl (Gronings: Houwerziel) is een plaats in de gemeente Het Hogeland in de Nederlandse provincie Groningen. 
Het dorp is ontstaan rond een (niet meer bestaande) zijl aan de oevers van Reitdiep. Deze spuisluis was gelegen in de Houwerzijlstervaart, die het water uit het gebied van Vierhuizen, Hornhuizen, Ulrum, Niekerk, Leens en Zuurdijk naar zee leidde.
Het aantal inwoners van het dorp per 1 januari 2023 is onbekend, omdat het CBS de BAG-woonplaats "Houwerzijl", niet als zodanig afgebakende wijk/buurt heeft ingedeeld. Voor het CBS maakt de BAG-woonplaats Houwerzijl onderdeel uit van de buurt "Houwerzijl" en de buurt "Buitengebied Ulrum", welke een veel groter gebied omvat dan enkel de plaats Houwerzijl.

## Naam
De oudste vermelding van de plaatsnaam Howersile is uit 1375. De naam  is waarschijnlijk ontleend aan het wierdedorp De Houw bij Leens. Hij komt mogelijk van het Oudfries howa, dat 'hoeve', 'aandeel in een hoeve of gemeenschappelijk land' betekent, hier in combinatie met het woord zijl ('sluis'). Houwerzijl ligt in het verlengde van het vroegere grondgebied van De Houw. De taalkundige Wubbe de Vries veronderstelde het bestaan van nog een ander dorp met deze naam, omdat hij Houwerzijl ten opzichte van De Houw 'wat te zuidelik' vond liggen. Maar daarvoor bestaan geen aanwijzingen.

## Geschiedenis
Houwerzijl heeft zich al vroeg tot een handelshaventje ontwikkeld. In 1420 was sprake van een het zijl -en dijkrecht toe Hoegerzijll in de Marne, waarmee kennelijk Houwerzijl werd bedoeld. In 1422 was er sprake van een militaire versterking; in 1435 werden twee Friese kooplieden bestraft, die hier zonder toestemming graan inscheepten. In het dorp heeft men funderingen van middeleeuwse stenen gevonden. Ook woonden hier zeelieden en vissers. Tegen het einde van de 16e eeuw waren er zeker vier schippers in het dorp woonachtig. De visser Gerleff Reindes zou in 1628 een paling hebben gevangen van meer dan twee meter, waarover veel te doen was geweest, omdat de stad Groningen meende dat haar vissers het alleenrecht hadden. Sinds de 16e eeuw had het dorp een eigen korenmolen en tot 1780 een houten klokkentoren met een uurwerk, zo'n 300 meter ten zuiden van het dorp, die vermoedelijk ook als scheepvaartbaken fungeerde. Vermoedelijk bevond zich naast de sluis een waarhuis annex herberg, waar het bestuur van het zijlvest vergaderde. In 1803 werd hier een 'Maatschappij tot onderlinge bijstand in gevalle van brand' opgericht met als leden vooral landbouwers de wijde omgeving. In 1813 maakte de korenmolen plaats voor een oliemolen, die later weer werd omgebouwd tot pelmolen.
Kerkelijk viel Houwerzijl onder (het verdwenen) kerkdorp Vliedorp, dat zich in de 12e of 13e eeuw heeft losgemaakt van de moederparochie Leens. De kerk van Vliedorp is rond 1700 afgebroken nadat de kerkelijke gemeente in 1651 met Niekerk was gefuseerd. Het kerkepad naar Niekerk is nog aanwezig. De kosterij of dorpsschool bevond zich al in 1577 te Houwerzijl. Het oude kerkhof, dat zo'n 200 meter ten noorden van het dorp lag, bleef echter intact. Als het pad naar Vliedorp door overvloedige regenval slecht begaanbaar was, werden de doden per boot via de Houwerzijlstervaart naar hun laatste rustplaats gebracht.
In 1862 werd in het dorp een Gereformeerde kerk gebouwd die in 1953 een Gereformeerd-vrijgemaakte kerk werd. Vanaf 1990 is de kerk in gebruik als theemuseum en -schenkerij, de Theefabriek. De doopsgezinden hadden vanaf 1690 een vermaning op het land van de doopsgezinde boer en voorganger Jacob Jans Rietema, net buiten Houwerzijl. De grote gemeente van Vliedorp en Houwerzijl behoorde tot de strenge richting van de Groninger Oude Vlamingen. De gemeenteleden kwamen eerder bijeen op boerderijen. In 1794 gold de gemeente als uitgestorven; een aantal families was overgegaan naar de hervormde kerk. Het vermaanhuis werd in 1832 afgebroken en twee jaar later verrees hier een nieuwe boerderij (Zwarteweg 8).

## Houwerzijlvest
Er hebben in Houwerzijl minstens vier zijlen gelegen, waarvoor men telkens bij een volgende bedijking een nieuwe plek koos. Het huidige dorp is ontstaan rond een zijl uit 1571, die vermoedelijk in 1626 (tijdelijk) is afgedamd. Men heeft ten minste in dat laatste jaar een nieuw kanaal gegraven, dat verder oostelijk via het Vlakke Riet bij boerderij 'De Nieuwe Ewer' in zee uitmondde. Niet zoveel later was het Hooge Slijck al zover opgehoogd, dat er een kadedijk om dit gebied werd gelegd en men terugkeerde naar de oorspronkelijke uitwatering door het dorp zelf. In 1717 waren er vergaande plannen om zich aan te sluiten bij het Schouwerzijlvest. Dit omdat de buitengeul naar het Reitdiep onder invloed van eb en vloed verzandde. Na de Kerstvloed van datzelfde jaar raakte de zijl in het dorp definitief in onbruik. Toen de edelman Onno Tamminga Alberda van Nijenstijn hier de Oude Zuurdijkster Uiterdijkspolder liet aanleggen (voltooid in 1729), heeft men ervoor gekozen het zijlvest voortaan te laten aansluiten bij de uitwatering via Schouwerzijl. De resten van de sluis werden in 1728 verwijderd.
Over het oudste bestuur van het Houwerzijlvest is verder weinig bekend; de archieven gaan nauwelijks verder terug dan de 18e eeuw. Vermoedelijk stond het onder leiding van de proost van Leens. Een bruggetje ten westen van Houwerzijl stond bekend als Proosttilje. De onkosten werden betaald uit de opbrengst van zijlschot, een vorm van grondbelasting, waarvan enkele registers bewaard zijn gebleven. Het zijlvest bestond uit drie schepperijen (Leens, Ulrum en Vierhuizen). Het had drie scheppers en acht zijlrechters, namelijk voor de dorpen Hornhuizen, Vierhuizen, Ulrum, Leens, De Houw, Niekerk, Vliedorp en Zuurdijk.
Zoutkamp had een eigen uitwatering via een grondpomp naar de Lauwerszee. Op de scheiding met het Schouwerzijlvest bevond zich in 1644 een overtoom, die omstreeks 1712 vervangen werd door een verlaat, dat vervolgens in 1751 werd opgeruimd.

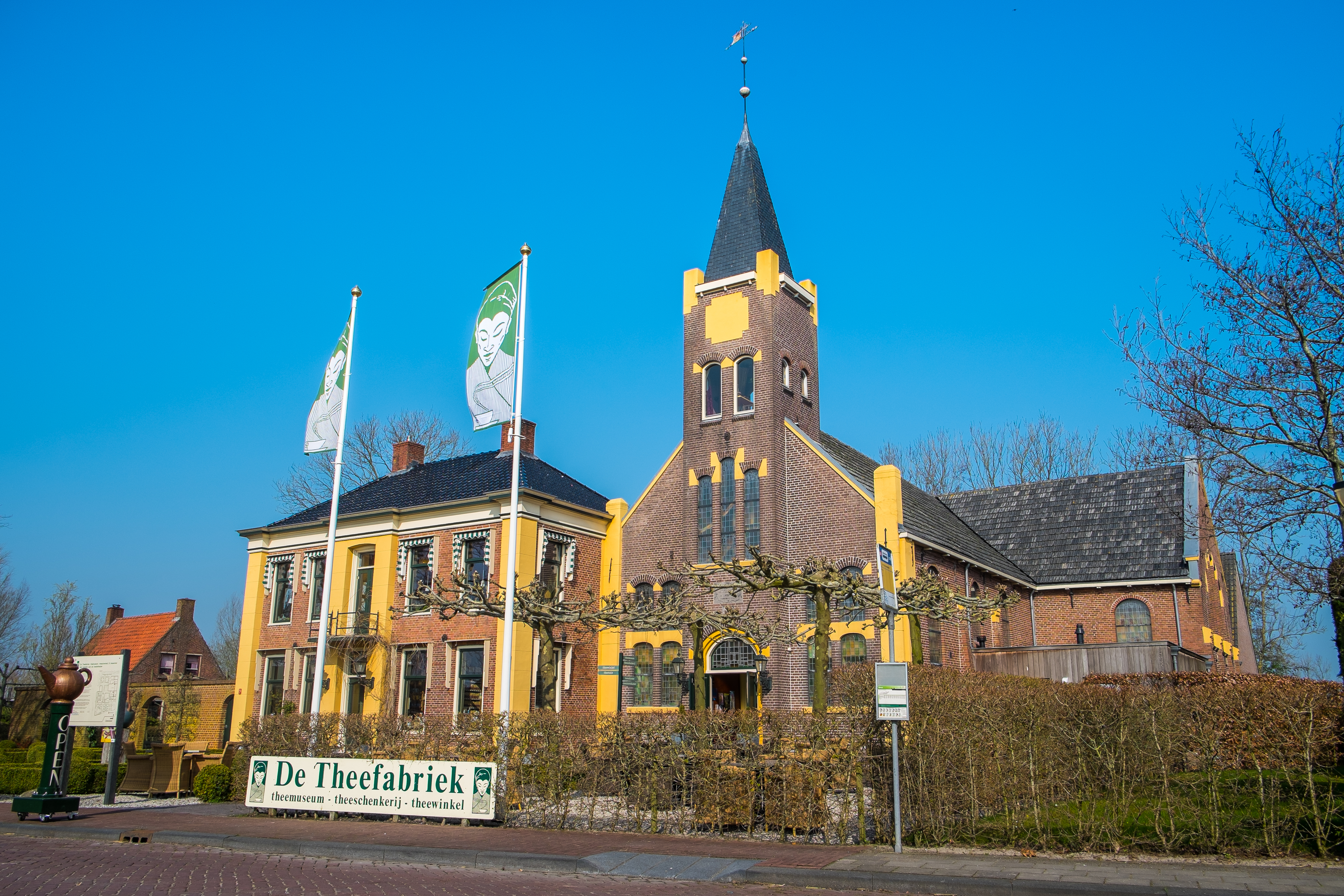
De Theefabriek. Het rechter gebouw was vroeger de gereformeerde kerk (1862) en het linker gebouw de pastorie (1870)
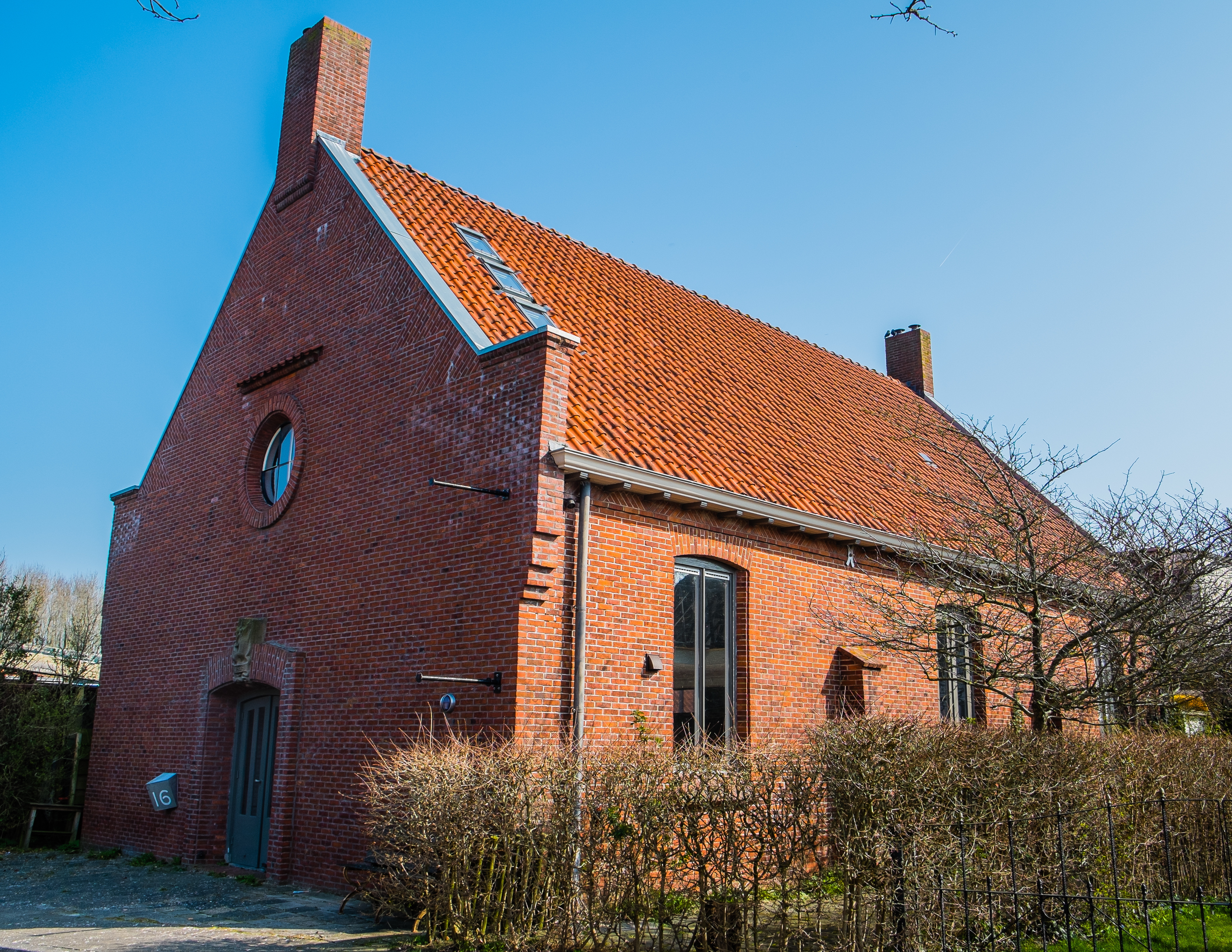
Voormalige gereformeerd vrijgemaakte kerk (1946)
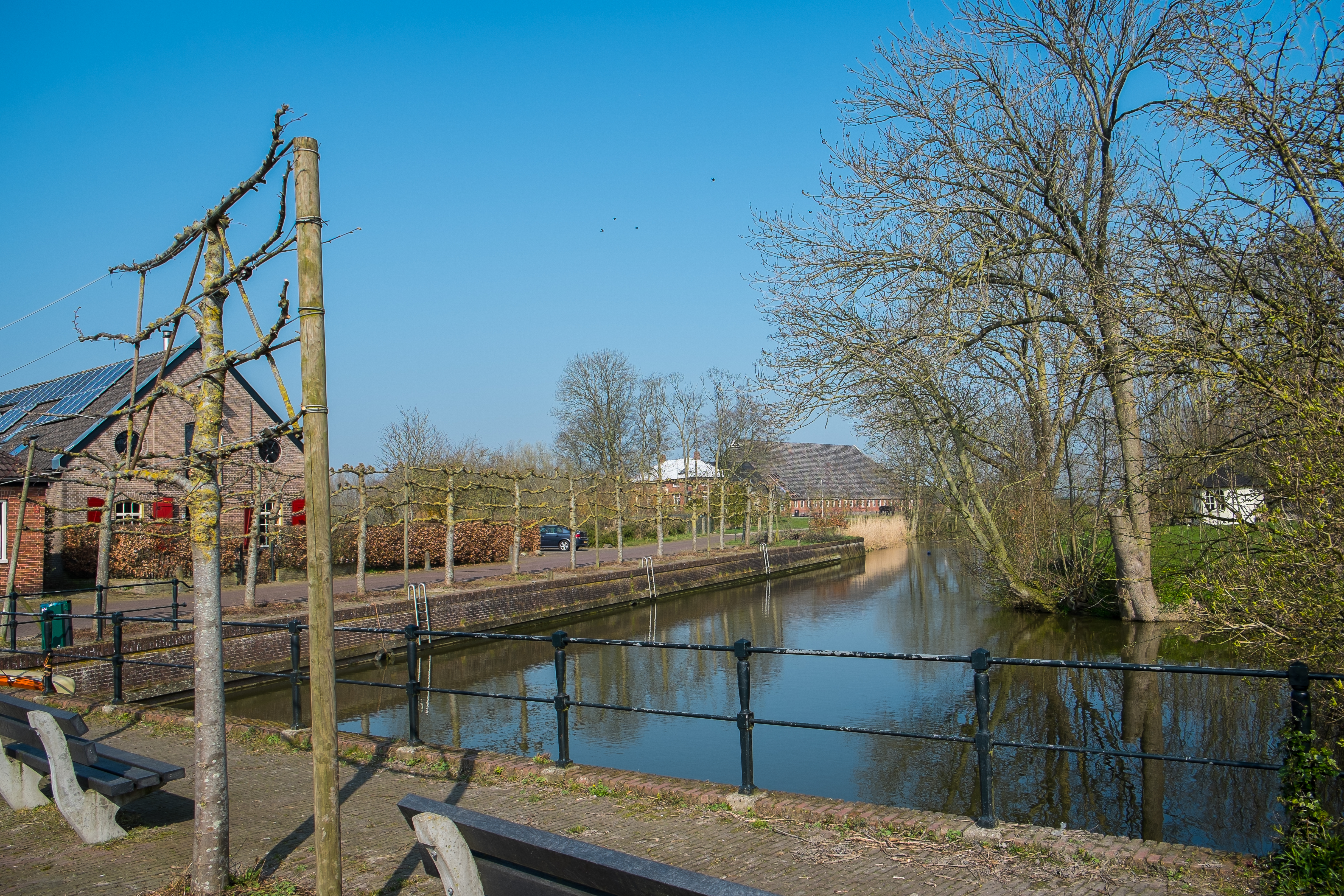
Haventje
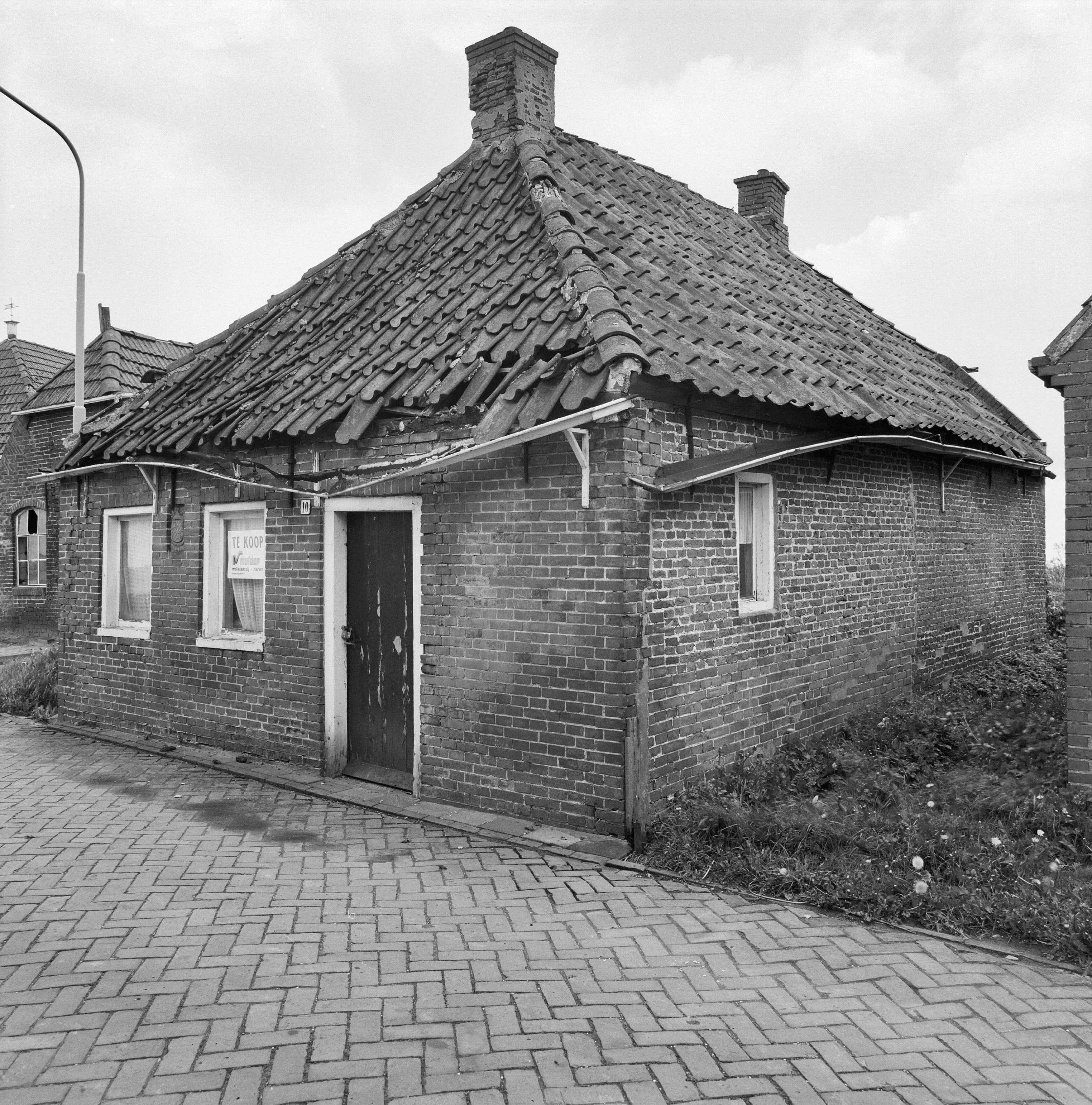
Voormalige sarrieshut aan de Molenstraat 10 (1972), nu afgebroken.
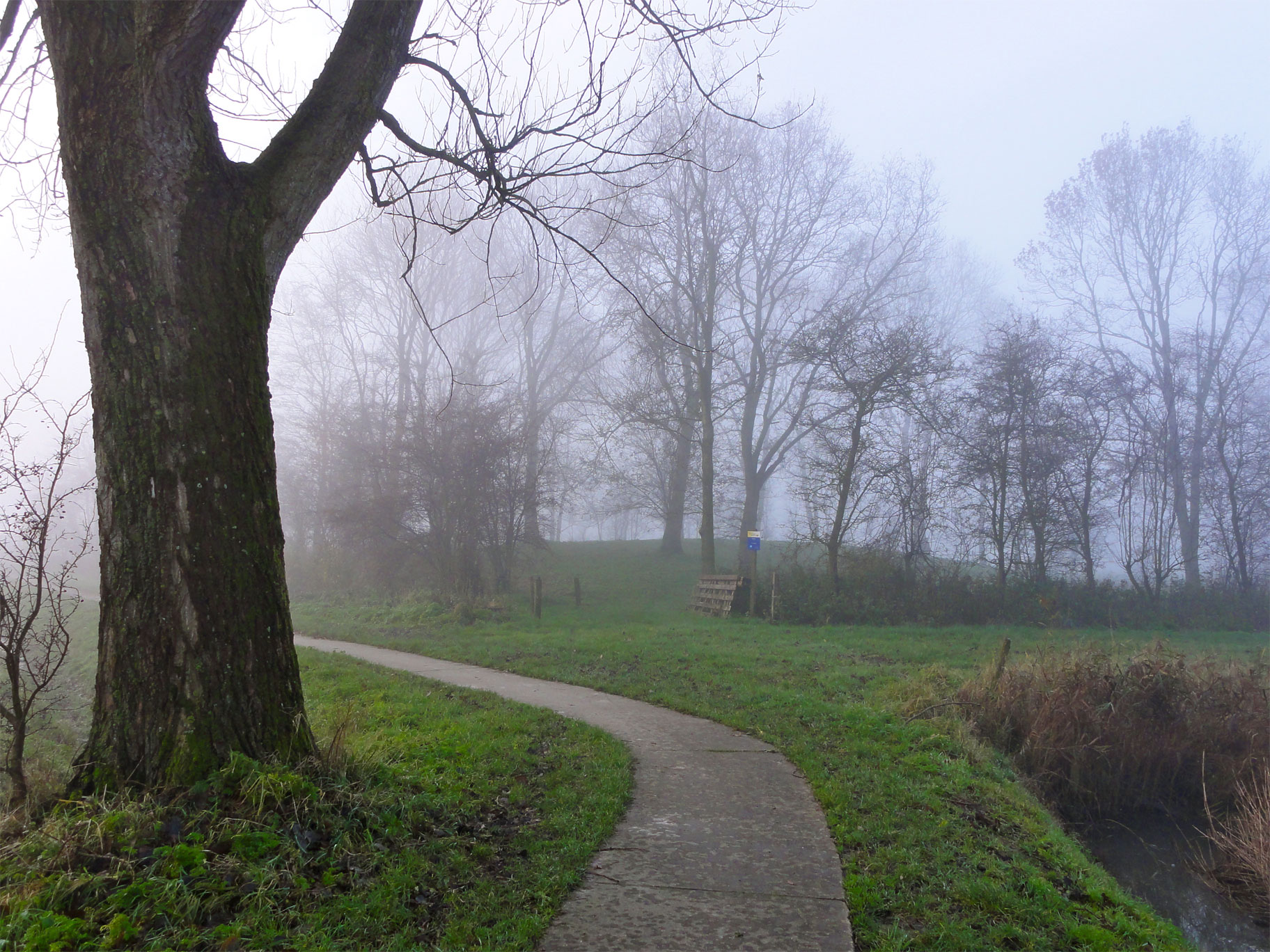
Vliedorp